# Верхньотагільський міський округ
Верхньотагі́льський міський округ (рос. Верхнетагильский городской округ) — адміністративна одиниця Свердловської області Російської Федерації.
Адміністративний центр — місто Верхній Тагіл.

## Населення
Населення міського округу становить 12533 особи (2018; 13570 у 2010, 14393 у 2002).

## Склад
До складу міського округу входять 3 населених пункти:
| Населений пункт      | Населення, осіб (2002) | Населення, осіб (2010) |
| -------------------- | ---------------------- | ---------------------- |
| Білорічка, селище    | 269                    | 319                    |
| Верхній Тагіл, місто | 12571                  | 11843                  |
| Половинний, селище   | 1553                   | 1408                   |